# Христіан Вольф
Христіан фон Вольф(ф) (нім. Christian Freiherr von Wolff); 24 січня 1679, Бреслау — 9 квітня 1754, Галле) —  німецький вчений-енциклопедист, філософ, юрист та математик, один з найпомітніших філософів у період після Лейбніца і до Канта.
Послідовник Лейбніца. Доопрацював лейбніцівську філософію до рівня раціоналістичної схематичної доктрини, створив завершену формальну філософію здорового глузду на базі уявлень про розум.
Свою філософію Вольф розглядає як засіб досягнення загального блаженства на підставі завбаченої гармонії, яка лежить у первинній основі буття усіх творінь. Вважаючи, що гармонія світу перебуває в абсолютно могутній істоті (Бог), яка створює світ, керуючись логічними принципами, Вольф розробляє поняття про систему знання. В основу системи закладено вказаний теологічний принцип. Вольф виділяє фізичне знання — про «прості субстанції»; рух і просторові відношення тіл, які пояснюються механічними силами, розглядаються як шляхи встановлення гармонії. Виділяється також наука «пневматологія» — про діяльність духів, математика — про причини речей, етика, право, політика — про волю як властивість душі, філософія — про зв'язок усіх духовних і тілесних сутностей.
Займаючись систематичною формалізацією та узгодженням накопичених філософією знань, послідовно даючи визначення поняттям, які не повинні заперечувати одні одних, Вольф розробляє принципи аксіоматичної побудови наукової теорії. Дані принципи стали помітним поштовхом для розвитку природознавства у XVIII ст.